# Veia intermédia do cotovelo

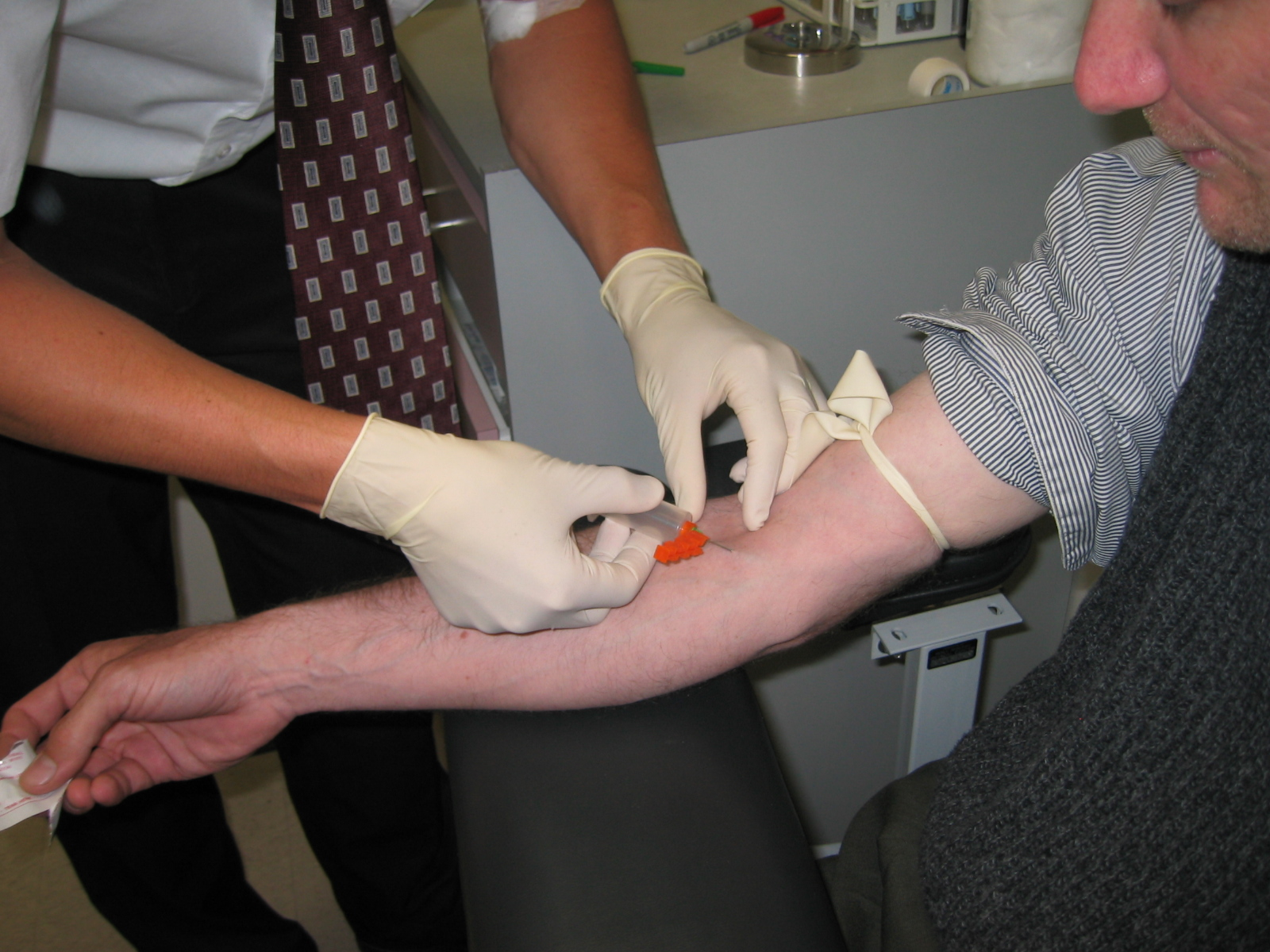
Punção periférica, provavelmente realizada na veia intermédia do cotovelo

A  veia intermédia do cotovelo é uma veia do membro superior, importante para a realização de punções venosas.

## Localização
Trata-se de uma veia proeminente, que estabelece comunicação entre as veias basílica e cefálica. A veia intermédia do cotovelo se encontra na fossa cubital, pertencente à face anterior do cotovelo. Apresenta um trajeto oblíquo, de superior para inferior e medial para lateral.

## Importância clínica
Quando é necessário puncionar uma veia para injeção, transfusão ou coleta de sangue; a veia intermédia do cotovelo é a preferida.